# Wilkes-Barre Barons
Los Wilkes-Barre Barons fueron un equipo de baloncesto estadounidense con sede en la ciudad de Wilkes-Barre, Pensilvania, que, a lo largo de sus 64 años de historia, jugó principalmente en la ABL y posteriormente en la CBA en sus distintas denominaciones a lo largo de la historia. Es, junto a los Allentown Jets, el equipo que más títulos ha ganado en esta competición, con un total de 8.

## Historia
El equipo se formó en 1914, y en sus primeros años jugó en la Liga Estatal de Pensilvania, competición que ganaron en 1916. En 1946 se unieron a la recién creada Eastern Professional Basketball League, ganando el primer título tras derrotar en la final a los Lancaster Red Roses.
Al año siguiente se marchó a jugar a la ABL, competición que ganaría en tres ocasiones, en 1948, 1949, 1952, regresando a la EPBL en 1954, consiguiendo el campeonato en cinco ocasiones más, en 1955, 1956, 1958, 1959 y 1969. En 1970 la liga cambia su denominación por la de Eastern Basketball Association, ganando dos títulos más antes de su desaparición, en 1978.
En 2004 hubo un intento de resucitar al equipo, en la liga menor Eastern Basketball Alliance, pero tras disputar un único partido el equipo se disolvió.

## Jugadores destacados
- Butch van Breda Kolff
- Hubie White
- Gerald Calabrese
- Walter Szczerbiak